# Kruidnoot

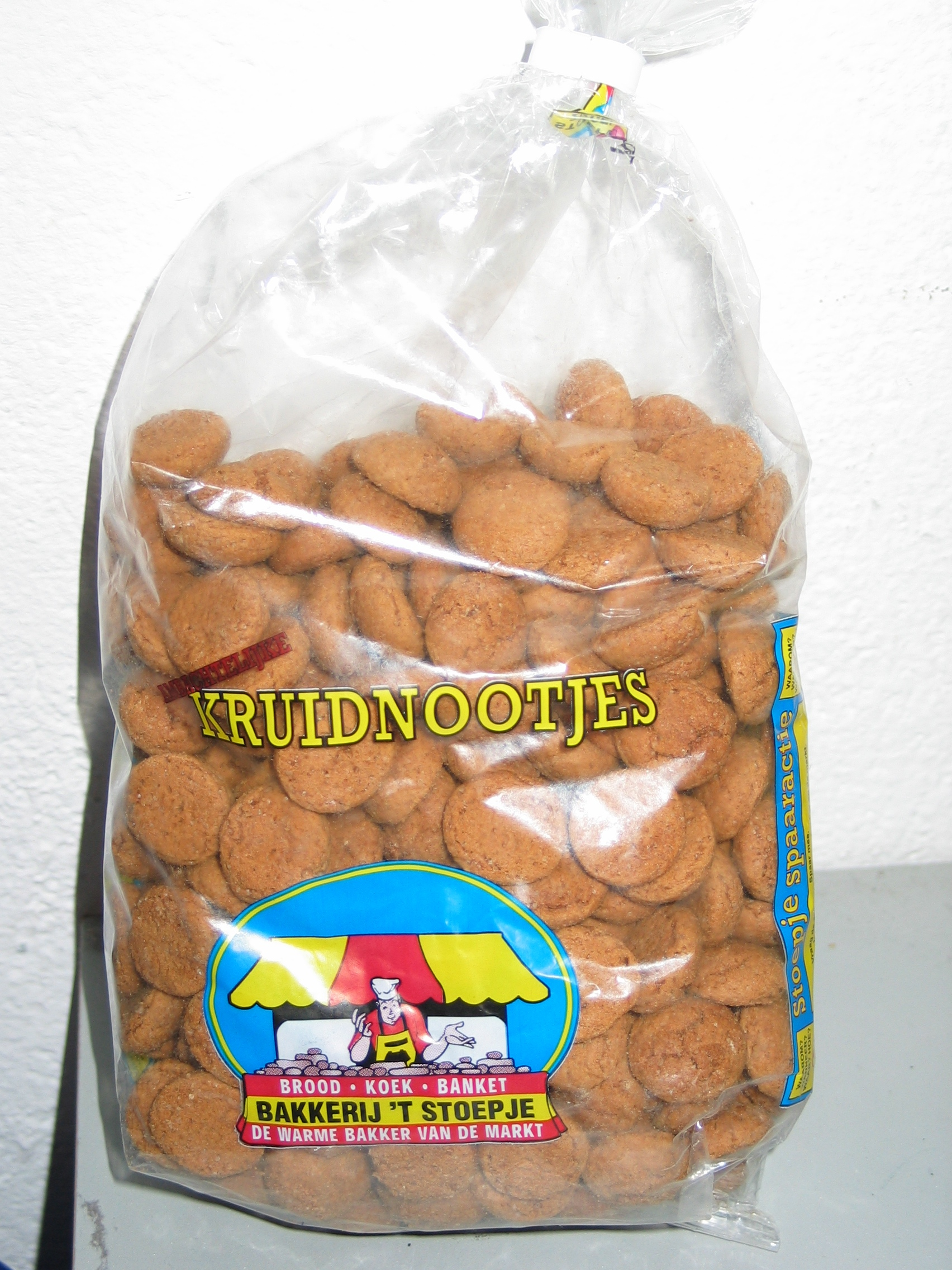
Woreczek z kruidnootjes

Kruidnootjes lub kruidnoten – malutkie, suche, ciemnobrązowe, okrągłe ciasteczka o płaskim spodzie i charakterystycznym aromatyczno-korzennym smaku i zapachu. Ciasteczka są tradycyjnie spożywane w okresie święta Sinterklaas w Holandii, podczas którego są rozdawane dzieciom przez Zwarte Pietów. Nie są dostępne w handlu przez pozostałą część roku.
Ciasto przeznaczone na kruidnootjes zawiera dużo przypraw korzennych. 
W skład mieszanki przypraw korzennych wchodzą: 
- cynamon
- gałka muszkatołowa
- goździki
- imbir
- kardamon
- biały pieprz

Kruidnootjes są często mylone z pepernoten.